# 彼得斯贝格 (莱茵兰-普法尔茨州)
彼得斯贝格（德語：Petersberg，發音：[ˈpeːtɐsˌbɛʁk]）是德国莱茵兰-普法尔茨州西南普法尔茨县的市镇，面积3.84平方千米，2023年12月31日人口为845人。